# Zbigniew Piątek
Zbigniew Piątek (nascido em 1 de maio de 1966) é um ex-ciclista profissional polonês, ativo como amador de 1987 a 1993, e de 1994 a 2005 como profissional. Venceu a competição Volta à Polônia em 1987. Competiu nos Jogos Olímpicos de Verão de 1992 e 2000, ambos na prova de estrada individual.